# Héber nyelv
A héber nyelv (héberül: עִבְרִית ivrit) (melyet köznapi és hagyományos kifejezéssel zsidó nyelvnek is neveznek) az afroázsiai nyelvcsalád sémi ágába tartozó nyelv, Izrael Állam hivatalos nyelve, amelyet a 19/20. századi nyelvújítás tett alkalmassá a modern használatra. A nyelvet héber ábécével írják.

## Története
A héber nyelvet a zsidók már a Krisztus születése előtti századokban egyre kevésbé használták, a mindennapi élet nyelve a hellenizált, utóbb római fennhatóság alá kerülő Júdeában az arámi és a görög, ill. valamelyest a latin volt. A héber mindinkább liturgikus célokra szolgált, bár a diaszpórában szétszóródó zsidóság összekötő kapcsa mindig is a héber nyelv maradt. A közép- és újkor folyamán a zsidóság különböző nyelveket használt, annak megfelelően, hogy az egyes közösségek melyik ország vagy birodalom területén éltek. Kialakultak zsidó nyelvek is, amelyek közül a legismertebb a germán nyelvek közé tartozó jiddis, vagy az újlatin ladino.
A héber nyelv felújításának gondolata egybefonódik a zsidó nép azon vágyával és céljával, hogy visszatérhessen az ígéret földjére, és ott államot alapíthasson.
Az első és legnagyobb hatású lépéseket a litvániai Ben Jehuda tette meg, aki az 1880-as években elhatározta, hogy családjával kitelepül a Szentföldre, és azután csak héberül fog beszélni.
A héber nyelv modern változata az ivrit. A klasszikus, archaikus változat, amelyen a Héber Biblia (Ószövetség, Tanakh) is íródott, pedig a klasszikus héber, bibliai héber, esetleg óhéber.